# Občina Cerkvenjak
Občina Cerkvenjak je ena od občin v Republiki Sloveniji.

## Naselja v občini
Andrenci, Brengova, Cenkova, Cerkvenjak, Cogetinci, Čagona, Grabonoški Vrh, Ivanjski Vrh, Kadrenci, Komarnica, Peščeni Vrh, Smolinci, Stanetinci, Vanetina, Župetinci

## Zgodovina
Območje današnje občine je bilo poseljeno že v antični dobi, o čemer pričajo različna najdbišča, kot so gomilna grobišča, ki jih je kar nekaj – v Brengovi na dveh krajih, v Andrenci, Župetinci in Grabonoškem Vrhu, ter nekaj predmetov iz teh grobišč, npr. kamnite sekire v Andrencih in Cogetinci, glinasta posoda v Brengovi in bronasta bifula v Grabonoškem Vrhu. Ostankov zgradb niso našli. Vlado Lorber je leta 1938 pri razširitvi ceste na Andrenskem vrhu našel lepo ohranjeno ognjišče, več sekir in dele glinastih posod. Zgodovinarji uvrščajo te najdbe v 1. in 2. stoletje n. št..
Najstarejše pisne vire najdemo o naselju Čagona (Schageu) proti koncu 13. stoletja, ko so tam stali trije strelski dvorci. Obstoj cerkve sv. Antona in po njej imenovanem kraju se prvič omenja leta 1421 in še nekajkrat v 15. stoletju v različnih dokumentih. Leta 1446 je zapisano, da cerkev Sv. Antona pripada fari Sv. Benedikta (s. Antoni khirchen, dy zu s. Benedicten pharr gehört), kar nam ponovno potrjujeta dokumenta iz leta 1460, ki govorita o Cogetincih, ki da ležijo blizu antonovske cerkve, ki je podružnica Sv. Benedikta (Czogendorf bei sand Anthoni kirchen, die zu s. Benedicten pfarr daselbst gehört). Leta 1500 se še nekajkrat omenja kraj Sv. Anton v zvezi s tamkajšnjimi kraji. Ime Cerkvenjak prvič zasledimo v dokumentih iz leta 1491.
Na območju današnje občine je bilo sredi 19. stoletja sedem občin; Andrenci, Brengova, Čagona, Cerkvenjak, Cogetinci, Smolinci in Župetinci, po katerih se še danes imenujejo katastrske občine, med vojnama v letih 1933–34 so navedene občine prvič združili v eno občino pod imenom Cerkvenjak. Sledile so različne ureditve v med- in povojnem obdobju, do leta 1998 je bila Krajevna skupnost v Občini Lenart, nakar se je osamosvojila in bila 22. novembra z zakonom ustanovljena nova Občina Cerkvenjak.

## Prebivalstvo
Ob popisu leta 2001 je bila slovenščina materni jezik 1994 (97,5 %) občanom. Neznano je za 39 (1,9 %) oseb. 1379 ali 67,4 % je rimokatoličanov.

## Društva
- PGD Cerkvenjak
- KUD Cerkvenjak
- Rdeči križ Cerkvenjak
- Športno društvo Cerkvenjak
- Turistično društvo Cerkvenjak
- Društvo kmečkih deklet in žena
- Društvo upokojencev
- Društvo prijateljev mladine
- Čebelarsko društvo Cerkvenjak
- Čebelarsko društvo Ivan Jurančič Cerkvenjak
- Združenje Slovenskogoriški forum
- Moto klub Slovernske gorice
- Aeroklub Sršen
- DGM Cerkvenjak
- Območno združenje borcev za vrednote NOB Cerkvenjak
- Društvo vinogradnikov in ljubiteljev vina Cerkvenjak
- Študentski klub
- Športno turistično društvo Smolinci-Župetinci
- Kerdebač
- Nogometni klub Cerkvenjak

## Osebnosti
Seznam osebnosti iz Občine Cerkvenjak

## Vir
- Bernard Rajh; Marjan Toš, ur. (2001). Podoba kraja Občine Cerkvenjak. Slovenskogoriški forum. COBISS 45861121. ISBN 961-90917-0-1.